# Señor
Señor è un singolo di Fiorella Mannoia estratto dall'album live Concerti. Il singolo, scritto da Belle du Berry e Paris Combo, è stato pubblicato il 27 gennaio 2004 con etichetta discografica Durlindana e con distribuzione Sony BMG.

## Tracce
1. Señor – 4:49 (Belle du Berry, Paris Combo)